# Pierre S. Du Pont
Pierre Samuel du Pont (15 de janeiro de 1870 – 4 de abril de 1954) foi um empresário, empresário, filantropo americano e membro da proeminente família du Pont.
Ele foi presidente da DuPont de 1915 a 1919 e atuou no conselho de administração até 1940. Ele também administrou a General Motors de 1915 a 1920, tornou-se presidente da GM em 1920, e serviu no conselho de administração da GM até 1928. Entre outras realizações notáveis, ele fez parte do conselho de administração fundador do Empire State Building, inaugurado em 1931.

## Infância e juventude
Du Pont nasceu em 15 de janeiro de 1870, na propriedade da família perto de Wilmington, Delaware, e recebeu o nome de seu tataravô, Pierre Samuel du Pont de Nemours. Ele era o mais velho dos três filhos de Lammot du Pont e Mary Belin.
Seu tataravô, e homônimo, era um economista francês e patriarca da família du Pont. Du Pont de Nemours imigrou para a América com parentes, incluindo seu filho, Eleuthère Irénée du Pont, que fundou a empresa DuPont em 1802, e cujos descendentes formariam uma das mais ricas dinastias empresariais americanas dos dois séculos seguintes.
Em 1884 seu pai morreu em um acidente industrial. Como filho mais velho de dez filhos, serviu como patriarca da família. Pelo resto de suas vidas, seus irmãos, até mesmo suas irmãs mais velhas, o trataram como “papai”.
Ele frequentou o MIT e se formou em química em 1890.

## Carreira
Após se formar no MIT em 1890, tornou-se superintendente assistente na Eleutherian Mills, no rio Brandywine.
Ele e seu primo Francis Gurney du Pont desenvolveram a primeira pólvora sem fumaça americana em 1892 na fábrica em Carney's Point, Nova Jersey.
Ele passou a maior parte da década de 1890 trabalhando com a administração de uma empresa siderúrgica de propriedade parcial da DuPont, a Johnson Street Rail Company em Johnstown, Pensilvânia. Aqui ele aprendeu a lidar com dinheiro com o presidente da empresa, Arthur Moxham. Em 1899, insatisfeito com o quão conservadora era a gestão da DuPont, ele pediu demissão e assumiu o controle da Johnson Company. Em 1901, enquanto du Pont supervisionava a liquidação dos ativos da Johnson Company em Lorain, Ohio.

### Expansão da DuPont

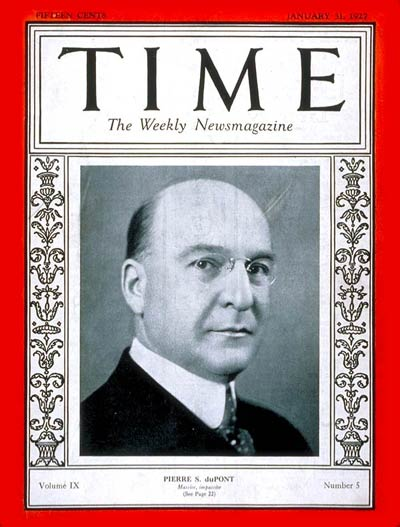
Pierre S. du Pont na capa da revista TIME, 31 de janeiro de 1927

Ele e seus primos, Alfred I. du Pont e T. Coleman du Pont, compraram a EI du Pont de Nemours and Company em 1902, a fim de manter a empresa em mãos familiares, após a morte de seu presidente, Eugene I. du Pont. Eles começaram a comprar empresas menores de pólvora. Até 1914, durante a doença de Coleman du Pont, Pierre du Pont serviu como tesoureiro, vice-presidente executivo e presidente interino.
Em 1915, um grupo liderado por Pierre, que incluía estranhos, comprou as ações de Coleman. Alfred ficou ofendido e processou Pierre por quebra de confiança. O caso foi resolvido a favor de Pierre quatro anos depois, mas seu relacionamento com Alfred sofreu muito e eles não se falaram depois disso.
Pierre serviu como presidente da DuPont até 1919. Pierre deu à empresa DuPont uma estrutura de gestão moderna e políticas contábeis modernas. Durante a Primeira Guerra Mundial, a empresa cresceu muito rapidamente devido aos pagamentos antecipados dos contratos de munição dos Aliados. Ele também estabeleceu muitos outros interesses da DuPont em outros setores.
Ele foi capa da edição de 31 de janeiro de 1927 da revista Time. Nesse mesmo ano foi eleito membro honorário da Delaware Society of the Cincinnati. Em 1930, foi eleito diretor da Ferrovia da Pensilvânia.

### General Motors
Em 1915, Du Pont foi eleito diretor da General Motors. onde foi uma figura significativa no sucesso da empresa e se destacou por construir um investimento pessoal considerável na empresa, bem como por apoiar a proposta de John J. Raskob para que a DuPont investisse na empresa automobilística.
Em 1920, ele se tornou presidente da General Motors, sucedendo William C. Durant, e servindo até sua renúncia em 1923, quando foi sucedido por Alfred P. Sloan. Pierre du Pont renunciou à presidência da GM em resposta à disputa do presidente da GM, Alfred Sloan, com Raskob sobre o envolvimento de Raskob com o Comitê Nacional Democrata. Quando a du Pont se aposentou do conselho de administração, a GM era a maior empresa do mundo.

### DuPont e MIT
Du Pont foi um dos primeiros de muitos membros de sua família a frequentar o Instituto de Tecnologia de Massachusetts. Ambos os seus irmãos mais novos, Irénée du Pont e Lammot du Pont II, se formaram no MIT. Du Pont, seus parentes e a corporação DuPont foram benfeitores generosos ao longo dos anos. Quando o MIT se mudou para sua localização atual em Cambridge em 1917, Pierre, T. Coleman du Pont e Charles Hayden doaram US$ 215.000 para abrigar o atual Departamento de Ciência e Engenharia de Materiais.

### Mais tarde na vida
Pierre aposentou-se do conselho da DuPont em 1940. Ele também atuou no Conselho Estadual de Educação de Delaware e doou milhões para escolas públicas de Delaware, financiando a substituição das dilapidadas escolas para negros de Delaware.
Em 1943, foi publicado seu livro de pesquisa genealógica, Genealogia da família Du Pont, 1739–1942.

## Vida pessoal

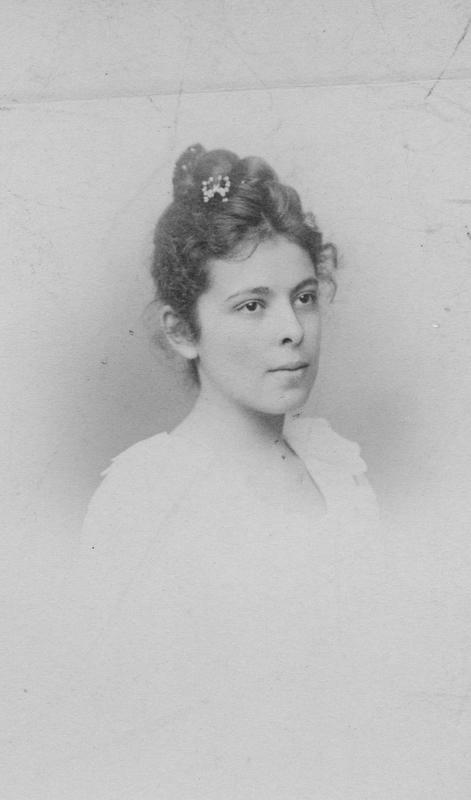
Alice Belin Du Pont

Ele foi solteiro até os 45 anos. Em 16 de outubro de 1915, após a morte de sua mãe, ele se casou com sua prima Alice Belin (1872–1944). A cerimônia foi no número 400 da Park Avenue, casa de seu irmão F. Lammot Belin - eles se casaram em Nova York porque a lei da Pensilvânia proibia o casamento de primos de primeiro grau. Eles não tiveram filhos.
Sua esposa morreu em sua casa em Kennett Square, em 23 de junho de 1944. Du Pont morreu quase dez anos depois, em 4 de abril de 1954, no Memorial Hospital em Wilmington, Delaware. Após um funeral realizado em Longwood, ele foi enterrado no cemitério da família Du Pont, perto do Rio Brandywine.

### Legado
Em 1919, du Pont tornou-se membro do conselho de educação de Delaware, tornando-se presidente na década de 1920. Na época, a lei estadual proibia que o dinheiro arrecadado de contribuintes brancos fosse usado para apoiar escolas estaduais para crianças negras. Chocado com a condição das escolas para negros, du Pont doou quatro milhões de dólares para construir oitenta e seis novos edifícios escolares. Em 1927, foi relatado que ele havia fornecido edifícios escolares para 43% dos alunos de Delaware. Em 1925 tornou-se comissário fiscal de Delaware e usou sua posição para modernizar a administração fiscal e garantir a arrecadação de impostos.
Em 1927, du Pont tornou-se presidente da Associação Contra a Emenda da Proibição. Ele e sua família estavam entre os principais doadores do grupo.
A antiga PS Dupont High School em Wilmington, agora uma escola de ensino médio, foi nomeada em sua homenagem. Um edifício da Universidade de Delaware, Du Pont Hall, também leva seu nome. Abriga os escritórios e laboratórios da Faculdade de Engenharia.

## Trabalhos publicados
- Pierre S. Du Pont (1943). Genealogy of the Du Pont family, 1739-1942. Wilmington, DE, US: Hambleton. OCLC 609194857